# Насос Вагенас
Насос Вагенас (на гръцки: Νάσος Βαγενάς) е гръцки поет, писател и литературен критик. Преподава теория и литературна критика в Атинския университет и едно от водещите имена в съвременната гръцка литературна критика, есеистика и поезия.

## Биография
Вагенас е роден в Драма, Гърция през 1945 година. Учи филология в Атинския университет. Преподава в Атинския университет (1963-1968), в Рим (1970-1972), в Университета на Есекс (1972-1973) и в Кеймбридж (1974-1978), където пише докторат върху поезията на Георгиос Сеферис.

## Творчество
Издал е шест стихосбирки, една книга с проза и четири сборника с есета на литературни теми. Издава стихосбирките „Коленете на Роксана“ (1981), „Лабиринтът на мълчанието“ (1982), „Странствания на един не-пътник“ (1987), „Варварски оди“ (издателство „Кедрос“, 1992), „Падането на летящия“ (издателство „Парусия“, 1997).
Освен поезия, Вагенас пише литературна критика и есеистика. Отзвукът от универсалното звучене на поезията на Кавафис сред съвременни чуждестранни поети от цял свят, анализ на възгледите на Сеферис за творчеството на великия александриец, насоките на литературната наука, проблемът за тълкуването на текстовете, понятието „принадлежност към гърцизма“, създаването на критически митове, влиянието на телевизията, насилието на рекламата, явления на паракултурата са някои от темите, разглеждани от Вагенас, който дава критичен поглед към гръцкия постмодернизъм. Вагенас оценява теоретичните течения, последвали структурализма, като взима активно отношение към европейския литературоведски дебат и влиза в диалог с произведения на известни теоретици като Умберто Еко, Ролан Барт, Жак Дерида, Цветан Тодоров.